# Модель Біби
Модель Біби - формальна модель розроблена Кеннетом Дж. Бібою у 1975,, комп’ютерної політики безпеки скінченного автомата, яка описує правила доступу, призначені для забезпечення цілісності даних. 
Дані та суб’єкти групуються в упорядковані рівні цілісності. Модель розроблена таким чином, щоб суб’єкти не могли зруйнувати об’єкти з рівнем цілісності, вищим ніж суб’єктів, або бути зруйнованими засобами з рівнем цілісності, нижчим ніж рівень цілісності суб’єкта.
У загальному випадку модель є прямою інверсією моделі Бела-ЛаПадули.

## Властивості
У загальному випадку, збереження цілісності даних передбачає:
- Попередження модифікації даних неавторизованими сторонами
- Попередження неавторизованої модифікації даних авторизованими сторонами
- Підтримання внутрішньої та зовнішньої узгодженості (відповідності реальному світу)

Ця модель політики безпеки характеризується фразою: "Немає читання знизу, немає запису вгору" на противагу моделі Бела-ЛаПадули, яка описується як "Немає читання зверху, немає запису вниз".
У моделі Біби, користувачі можуть створювати контент на рівні нижче або рівному своєму рівню цілісності (монах може написати молитовник, який може бути прочитаний прихожанами, але не може бути прочитаний первосвящеником). Навпаки, користувачі можуть переглядати контент з рівнем рівним або вищим їх власного рівня цілісності (монах може читати книгу, написану первосвящеником, але не може прочитати брошуру, написану прихожанином). Інша аналогія для розгляду - військове командування. Генерал можете написати наказ полковнику, який може видати накази майору. У випадку використання цього порядку оригінальні накази генерала зберігаються недоторканими, і місія є захищеною (таким чином забезпечується цілісність за рахунок властивості "немає читання знизу"). Навпаки, цивільний ніколи не може віддавати накази сержанту, який, ніколи віддає накази лейтенанту, що також захищає цілісність місії ("немає запису вгору").
Модель Біби визначає множину правил безпеки, перші два з яких подібні моделі Бела-ЛаПадули. Ці перші два правила є інверсією правил Бела-ЛаПадули:
1. Проста властивість цілісності стверджує, що суб’єкт заданого рівня цілісності не має права читати об’єкт з нижчим рівнем цілісності ("немає читання знизу").

1. Властивість цілісності ★ стверджує, що суб’єкт заданого рівня цілісності не має права писати до об’єкту з вищим рівнем цілісності ("немає запису вгору").

1. Властивість запиту стверджує, що процес не може запитати доступ вищий, ніж у суб’єкта, тільки рівний або нижчий.

## Реалізація
- У FreeBSD, модель Біби реалізована політикою mac_biba.[2]

## Перелік посилань
1. ↑  Biba, K. J.  "Integrity Considerations for Secure Computer Systems",  MTR-3153 [Архівовано 5 березня 2016 у Wayback Machine.], The Mitre Corporation, June 1975.
2. ↑  http://man.freebsd.org/mac_biba

## Зовнішні посилання
- "Integrity Policies" Power Point presentation from University of Colorado at Colorado Springs [Архівовано 29 вересня 2007 у Wayback Machine.]